# Platycolaspis
Platycolaspis là một chi bọ cánh cứng trong họ Chrysomelidae.
Chi này được miêu tả khoa học năm 1908 bởi Jacoby.

## Các loài
Các loài trong chi này gồm:
- Platycolaspis alpina Reid, 1994
- Platycolaspis lamingtonensis Reid, 1994
- Platycolaspis mcquillani Reid, 1994
- Platycolaspis pubescens Reid, 1994